# Heinrich Graetz
Heinrich Graetz (Książ Wielkopolski, 31 ottobre 1817 – Monaco di Baviera, 7 settembre 1891) è stato uno storico e teologo tedesco, tra i primi storici a scrivere una completa storia del popolo ebraico da una prospettiva ebraica.
Nato Tzvi Hirsh Graetz da una famiglia di macellai a Książ Wielkopolski nel Granducato di Poznań, allora parte del Regno di Prussia (ora in Polonia), ottenne un dottorato di ricerca presso l'Università di Jena sebbene avesse frequentato l'Università di Breslavia, perché agli ebrei di quell'epoca veniva proibito di ricevere Ph.D. da quell'istituto. Dal 1845 fu preside della scuola ebraica ortodossa della comunità di Breslavia, e in seguito insegnò storia al Seminario Teologico Ebraico della stessa città. Il suo magnum opus è stata la Storia degli ebrei, subito tradotta in altre lingue e che suscitò grande interesse in tutto il mondo per la storia ebraica. Nel 1869 l'Università di Breslavia gli conferì il titolo di "Professore Onorario", nel 1888 fu nominato "Membro Onorario" dell'Accademia Reale Spagnola delle Scienze.